# 东塔镇 (灵武市)
东塔镇，是中华人民共和国宁夏回族自治区銀川市灵武市下辖的一个乡镇级行政单位。

## 行政区划
东塔镇下辖以下地区：
城一村、城二村、园艺村、新园村、果园村、东塔村、黎明村、宋桥村、安家湖村、北沙窝林场和园艺实验场。